# 주가순자산비율
PBR(주가순자산비율, price-to-book ratio, P/B ratio)는 주가를 BPS(주당순자산가치)로 나눈 것이다. 주가가 1주당 순자산의 몇 배로 매매되고 있는가를 표시하며 PER과 같이 주가의 상대적 수준을 나타낸다.
{\displaystyle {\mbox{PBR}}={\frac {\mbox{Price per Share}}{\mbox{Book-value per Share}}}}

## 개념
개념 설명은 BPS(주당순자산가치) 항목 및 ROE 항목 참조.

## 평가 방법
주가는 그 회사의 종합적인 평가이므로 주주 소유분을 초과한 부분은 모두 그 회사의 잠재적인 프리미엄이 되기 때문에 경영의 종합력이 뛰어나면 뛰어날수록 배율이 높아진다고 할 수 있다. 일반적으로 이 지표는 PER과 함께 사용되는데, 이는 주가순자산배율이 그 회사를 정적인 상태 즉 스토크(stock)면에서 보고 있는데 반하여 주가수익률은 동적인 상태 즉 플로(flow)면에서 보고 있으므로 두 가지 지표가 서로 보완관계에 있다.
다만 이 주가 순자산배율에도 주주소유분이 장부가격에 의해 계산되고 있어 반드시 정확하다고 할 수 없고 또 그 계산기준이 전기의 결산기가 된다는 등의 난점이 있다.

## 같이 보기
- BPS
- ROE